# Denkmal für die Opfer des Erdbebens von Taschkent 1966
Das Denkmal für die Opfer des Erdbebens von Taschkent 1966 (auch: Courage-Denkmal – usbekisch “Jasorat” monumenti, russisch монумент „Мужество“) befindet sich in der usbekischen Hauptstadt Taschkent. Es wurde im Jahr 1976 anlässlich des 10. Jahrestages der Katastrophe eröffnet.

## Hintergrund
Am 26. April 1966 wurde Taschkent, die größte Stadt Zentralasiens und damalige Hauptstadt der Usbekischen Sozialistischen Sowjetrepublik, von einem verheerenden Erdbeben erschüttert. Das Erdbeben richtete auf Grund der geringen Tiefe des Bebenherds riesige Schäden an, acht Menschen starben und weite Teile der Stadt waren zerstört. Auch weitere Nachbeben sorgten für Zerstörungen. Daraufhin kamen Menschen aus der gesamten Sowjetunion und bauten Taschkent nach dem Vorbild sowjetischer Planstädte wieder auf.

## Denkmal
Das Denkmal für die Opfer des Erdbebens von Taschkent 1966 wurde 1976 anlässlich des 10. Jahrestages der Katastrophe errichtet. Es ist das Werk des Bildhauers Dmitri Borissowitsch Rjabitschew und des Architekten Sobir Odilov. Das Denkmal befindet sich in zentraler Lage in der Nähe des Museums der olympischen Geschichte Usbekistans, des Konzerthauses von Taschkent und der deutschen Botschaft, nördlich des zentralen Platzes Mustaqillik Maydoni. Das Denkmal besteht aus mehreren Elementen: Zentral ist die Statue einer Familie aus Mann, Frau und einem Baby, vor der ein Riss durch die Erde verläuft. Der Mann stellt sich schützend vor Frau und Kind um Unheil von ihnen abzuwenden. Daneben befindet sich ein in zwei Hälften gespaltener Granitblock. Darauf ist eine Uhr abgebildet, die die Uhrzeit 05:23, als das Erdbeben begann und viele Uhren in der Stadt stehenblieben, zeigt. Außerdem ist das Datum der Katastrophe verzeichnet. Im Hintergrund befinden sich an 14 Stelen mehrere Bronzereliefs, auf denen Szenen vom Wiederaufbau der Stadt zu sehen sind. Die Reliefs ehren auch die Hilfe der anderen Sowjetrepubliken nach der  Katastrophe. Mit der Errichtung des Denkmals 1976 wurde nahe dem Komplex, passend zu den Abbildungen auf den Bronzetafeln, das Museum der Freundschaft der Menschen der Sowjetunion gebaut.
Heute ist der Platz bei Spaziergängern auf Grund seiner zentralen Lage beliebt. Es ist Tradition, dass Frischvermählte an dem Denkmal Blumen niederlegen.